# Lepidosaphes mulgae
Lepidosaphes mulgae är en insektsart som först beskrevs av Walter Wilson Froggatt 1914.  Lepidosaphes mulgae ingår i släktet Lepidosaphes och familjen pansarsköldlöss. Inga underarter finns listade i Catalogue of Life.